# كاترين ميرفي
كاترين ميرفي (بالإنجليزية: Catherine Murphy)‏ هي رسامة أمريكية، ولدت في 1946 في كامبريدج في الولايات المتحدة.